# Кадреково
Кадреково (баш. Кадрик) — деревня в Краснокамском районе Республики Башкортостан Российской Федерации. Входит в состав Раздольевского сельсовета.

## География

### Географическое положение
Расстояние до:
- районного центра (Николо-Берёзовка): 20 км,
- ближайшей ж/д станции (Амзя): 11 км.

## Население
| 2002 | 2009 | 2010 |
| ---- | ---- | ---- |
| 81   | ↗123 | ↘100 |

Национальный состав
Согласно переписи 2002 года, преобладающая национальность — марийцы (89 %).